# Asparagus scaberulus
Asparagus scaberulus är en sparrisväxtart som beskrevs av Achille Richard. Asparagus scaberulus ingår i släktet sparrisar, och familjen sparrisväxter. Inga underarter finns listade i Catalogue of Life.